# Zona libre

La Francia ocupada durante la Segunda Guerra Mundial, mostrando las zonas de ocupación alemana e italiana, la zone ocupée, la zone libre, la Administración Militar del Norte de Francia y Bélgica, la anexión de Alsacia-Lorena y la zone interdite.

La zona libre (pronunciación francesa: [zon libʁ], zone libre) era una partición de la Francia metropolitana durante la Segunda Guerra Mundial, establecida en el Segundo Armisticio en Compiègne el 22 de junio de 1940. Se encontraba al sur de la línea de demarcación y fue administrada por el gobierno francés del mariscal Philippe Pétain con sede en Vichy, de manera relativamente ilimitada. Al norte se encontraba la zone occupée en la cual los poderes de la Francia de Vichy estaban severamente limitados.
En noviembre de 1942, la zona libre fue invadida por los ejércitos alemán e italiano en la Operación Anton, como respuesta a la Operación Torch, los desembarcos aliados en el norte de África. A partir de entonces, la zone libre y la zone occupée pasaron a llamarse zone sud (zona sur) y zone nord (zona norte) respectivamente. Desde entonces, ambos estuvieron bajo la administración militar alemana.

## Origen de lazone libre
Artículo principal: Armisticio del 22 de junio de 1940

El 22 de junio de 1940, después de la batalla de Francia, el mariscal Wilhelm Keitel, en representación de la Alemania nazi, y el general Charles Huntziger en representación del gobierno de Pétain, firmaron un armisticio en el claro de Rethondes en el bosque de Compiègne, que estipulaba en su segundo artículo:
Con el fin de salvaguardar los intereses del Reich alemán, el territorio francés situado al norte y al oeste de la línea trazada en el mapa adjunto será ocupado por tropas alemanas. [...]
La línea que separa el territorio francés en dos zonas se definió en un mapa adjunto al tratado.
[...] comienza, en el este, en la frontera franco-suiza cerca de Ginebra, y pasa por las localidades de Dole, Paray-le-Monial y Bourges hasta unos veinte kilómetros al este de Tours. Desde allí, pasa a una distancia de veinte kilómetros al este de la línea ferroviaria Tours-Angoulême-Libourne, luego más allá por Mont-de-Marsan y Orthez, hasta la frontera española.
Esta línea de separación entró en vigencia el 25 de junio de 1940. Posteriormente se denominó la ligne de démarcation.

La soberanía francesa persistió en todo el territorio, incluida la zone ocupée, Alsacia y Mosela, pero los términos del armisticio en su tercer artículo estipulaban que Alemania ejercería los derechos de una potencia ocupante en la zone ocupée.
En las partes ocupadas de Francia, el Reich alemán ejercerá todos los derechos de una potencia ocupante. El gobierno francés se compromete a facilitar por todos los medios las reglamentaciones relativas al ejercicio de estos derechos, y a ponerlos en práctica con la cooperación de la administración francesa. El gobierno francés invitará de inmediato a todas las autoridades y servicios administrativos en los territorios ocupados a cumplir con la regulación de las autoridades militares alemanas y a trabajar con estas últimas de manera adecuada.
Cuando los aliados invadieron el norte de África el 8 de noviembre de 1942, los alemanes e italianos ocuparon de inmediato la parte libre restante de Francia. Después de ser renombrada zona sud ("zona sur"), fue gobernada por la Wehrmacht como parte de la Francia ocupada.
La liberación de Francia comenzó el 6 de junio de 1944 con el desembarco de las fuerzas aliadas en el Día D y la batalla de Normandía. La mayor parte de Francia fue liberada en septiembre de 1944.

### Extensión de lazone libre
La zona libre constituía una superficie de 246.618 kilómetros cuadrados, aproximadamente el 45% de Francia, e incluía aproximadamente el 33% de la fuerza laboral francesa total. La ligne de démarcation pasó por 13 de los 90 departamentos:
- Basses-Pyrénées (Pyrénées-Atlantiques since 1969)
- Landes
- Gironde
- Dordogne
- Charente
- Vienne
- Indre-et-Loire
- Loir-et-Cher
- Cher
- Allier
- Saône-et-Loire
- Jura
- Ain

De los otros 77 departamentos, 42 estaban completamente dentro de la zone libre y 35 estaban completamente dentro de la zone ocupée.

## Teorías sobre la separación de las zonas
Para el historiador Éric Alary, la partición de Francia en dos zonas principales, libre y ocupée, se inspiró en parte en la fantasía de los escritores pangermanistas, particularmente una obra de Adolf Sommerfeld, publicada en 1912 y traducida al francés bajo el título Le Partage de la France, que contenía un mapa que mostraba una Francia dividida entre Alemania e Italia según una línea que coincidía en parte con la de 1940.
Henri Espieux sugiere: "Durante las ocupaciones, los francos fueron separados de los occitanos por la famosa línea de demarcación. Durante mucho tiempo pensamos que la ruta de esta línea fue sugerida a Hitler por los especialistas en lengua romance en su comitiva".

## Lazone libree Italia
Artículos principales: Batalla de los Alpes y Ocupación italiana de Francia (1940-1944)
El 24 de junio de 1940, dos días después del armisticio con Alemania, el gobierno de Vichy firmó un armisticio con los italianos en la villa Incisa en Olgiata, cerca de Roma, instituyendo una zona de ocupación italiana. La zona de ocupación italiana se refería a ciertas áreas fronterizas conquistadas por las tropas italianas, incluida Menton. Esta zona era de importancia limitada, comprendía 800 kilómetros cuadrados y 28.000 habitantes. La ocupación italiana cubrió parcialmente cuatro departamentos: Alpes Marítimos, Bajos-Alpes (Alpes de Alta Provenza desde 1970), Altos Alpes y Saboya.
Además, se estableció una zona desmilitarizada que contenía todo el territorio francés a menos de 50 kilómetros de la zona de ocupación italiana. El departamento de Córcega (dividido en dos departamentos desde 1976) no fue ocupado ni desmilitarizado por ninguna disposición del armisticio (aunque fue ocupado por Italia después de la Operación Anton).

## El fin de lazone libre
El 8 de noviembre de 1942, las fuerzas aliadas invadieron el África del Norte Francesa (Operación Torch). Las fuerzas alemanas e italianas respondieron el 11 de noviembre de 1942 invadiendo la zone libre en la Operación Anton (basada en un plan anterior llamado Operación Atila, que no había incluido ninguna fuerza italiana). La zone libre se convirtió en la zona sud (zona sur) desde noviembre de 1942 en adelante; Las potencias invasoras compartieron su territorio entre ellas, con una región que cubría prácticamente toda el área al este del Ródano pasando a los italianos. Después de que la capitulación de Italia en Cassibile se hizo pública el 8 de septiembre de 1943, los ejércitos italianos se retiraron y los alemanes unieron la zona sur bajo su propio control exclusivo. La administración militar alemana en Francia gobernó la zona sur y la zona norte; el régimen de Vichy permaneció nominalmente a cargo, como lo había hecho en la zone ocupée.

## Otros nombres
Hasta noviembre de 1942, los alemanes llamaron a la zona libre Unbesetztes Gebiet o zona desocupada. La zone libre también fue apodada la zona nono por los franceses, abreviada de non ocupée (desocupada). La zona ocupada se convirtió en la zone jaja (zona sí-sí). La zona libre también fue llamada el royaume du maréchal (reino del mariscal Philippe Pétain) por el autor francés Jacques Delperrié de Bayac.